# Disentería
La disentería, anteriormente conocida como flujo o flujo de sangre, es un trastorno inflamatorio del intestino (gastroenteritis), especialmente del colon, que produce diarrea grave que contiene moco o sangre en las heces. Si no se trata, la disentería puede resultar mortal. 
La disentería es causada generalmente por una infección bacteriana o la infestación de parásitos, pero también puede ser causada por un irritante químico o una infección viral. Las dos causas más frecuentes son la infección con una enterobacteria del género Shigella, y la infección por una ameba, Entamoeba histolytica. Cuando es causada por Shigella se llama disentería bacilar (por su forma de bacilo), y cuando es causada por una ameba se llama disentería amebiana.
Además de esto, la disentería por shigella o disentería bacilar puede dar signos meníngeos que son confundidos con una meningoencefalitis: esta era la causante de epidemias en los barcos en la antigüedad; asimismo en las grandes guerras, en ocasiones era la causante de más muertes que las que causaba la guerra en sí.
Esta enfermedad infecciosa es adquirida por vía fecal-oral. El contacto con materia fecal o contaminada con los microorganismos como E. coli o Shigella más la susceptibilidad de la persona en riesgo, determinará la presencia y gravedad de la infección. Es por esto que se pueden observar brotes epidemiológicos cuando una población está en contacto estrecho con estos factores.
La causa de la disentería suele ser la bacteria del género Shigella, en cuyo caso se conoce como shigelosis, o la ameba Entamoeba histolytica; entonces se denomina amebiasis. Otras causas pueden ser ciertas sustancias químicas, otras bacterias, otros protozoos o gusanos parásitos.Puede contagiarse entre personas. Los factores de riesgo incluyen la contaminación de los alimentos y el agua con heces debido a un saneamiento deficiente.  El mecanismo subyacente implica la inflamación del intestino, especialmente del colon.
Los esfuerzos para prevenir la disentería incluyen lavado de manos y medidas de seguridad alimentaria mientras se viaja a países de alto riesgo.Aunque la afección suele resolverse por sí sola en una semana, es importante beber suficientes líquidos como solución de rehidratación oral.Pueden utilizarse antibióticos como azitromicina para tratar casos asociados a viajes en el mundo en desarrollo.  Aunque los medicamentos utilizados para disminuir la diarrea como la loperamida no se recomiendan por sí solos, pueden utilizarse junto con antibióticos.
Shigella provoca unos 165 millones de casos de diarrea y 1,1 millones de muertes al año, con casi todos los casos en el mundo en desarrollo. En zonas con saneamiento deficiente casi la mitad de los casos de diarrea se deben a Entamoeba histolytica.  Entamoeba histolytica afecta a millones de personas y provoca más de 55.000 muertes al año.  Ocurre comúnmente en áreas menos desarrolladas de América Central y del Sur, África y Asia. La disentería se ha descrito al menos desde la época de Hipócrates.

## Tipos
La enfermedad disentérica o síndrome disentérico puede tener diferentes etiologías:
1. De origen bacteriano: E. coli enteroinvasiva, Yersinia enterocolitica y Shigella con su serotipo: dysenteriae.
2. De origen parasitario: Entamoeba histolytica y, en niños, Balantidium coli. Esta, en la época romana, se aliviaba con yema de huevo. Era una recomendación del médico romano Plinio.

## Historia
El término «disentería» viene del griego dys, ‘alteración’, y enteron, ‘intestino’. Aparece en documentos de diversas culturas e idiomas: hebreo, griego, chino, sánscrito, entre otros.
La disentería es conocida y fue estudiada desde la Edad Antigua. Existen descripciones en obras de Celso e Hipócrates (460 a 377 a. C.), es denominada "flujo de vientre" y es citada en el Antiguo Testamento y en la Medicina Interna Clásica de Huang Ti (140 a 87 a. C.). La etiología parasitaria fue sospechada por Lambal en Praga (1850) al descubrir un protozoo con seudópodos en las heces de un niño con disentería. No fue hasta 1875 cuando Feder Losch hizo el primer reporte de amebas en un caso de disentería. Dentro de las investigaciones realizadas en ese tiempo, se decidió nombrar a la ameba responsable de la disentería como Entamoeba hystolitica por su capacidad de destruir tejidos (lisis tisular).
Si se refiere a personajes de la historia, es oportuno mencionar que los contendientes de la primera guerra de los Barones, el rey Juan Sin Tierra y el Príncipe Luis, murieron de disentería en 1216 y 1226, respectivamente. A su vez, en América, las primeras noticias de diarrea que mejoraba con la ipecacuana se remontan al siglo XVI, específicamente a 1516, en publicaciones en Alcalá de Henares por Pedro Mártir, quien había visitado América.

## Causa

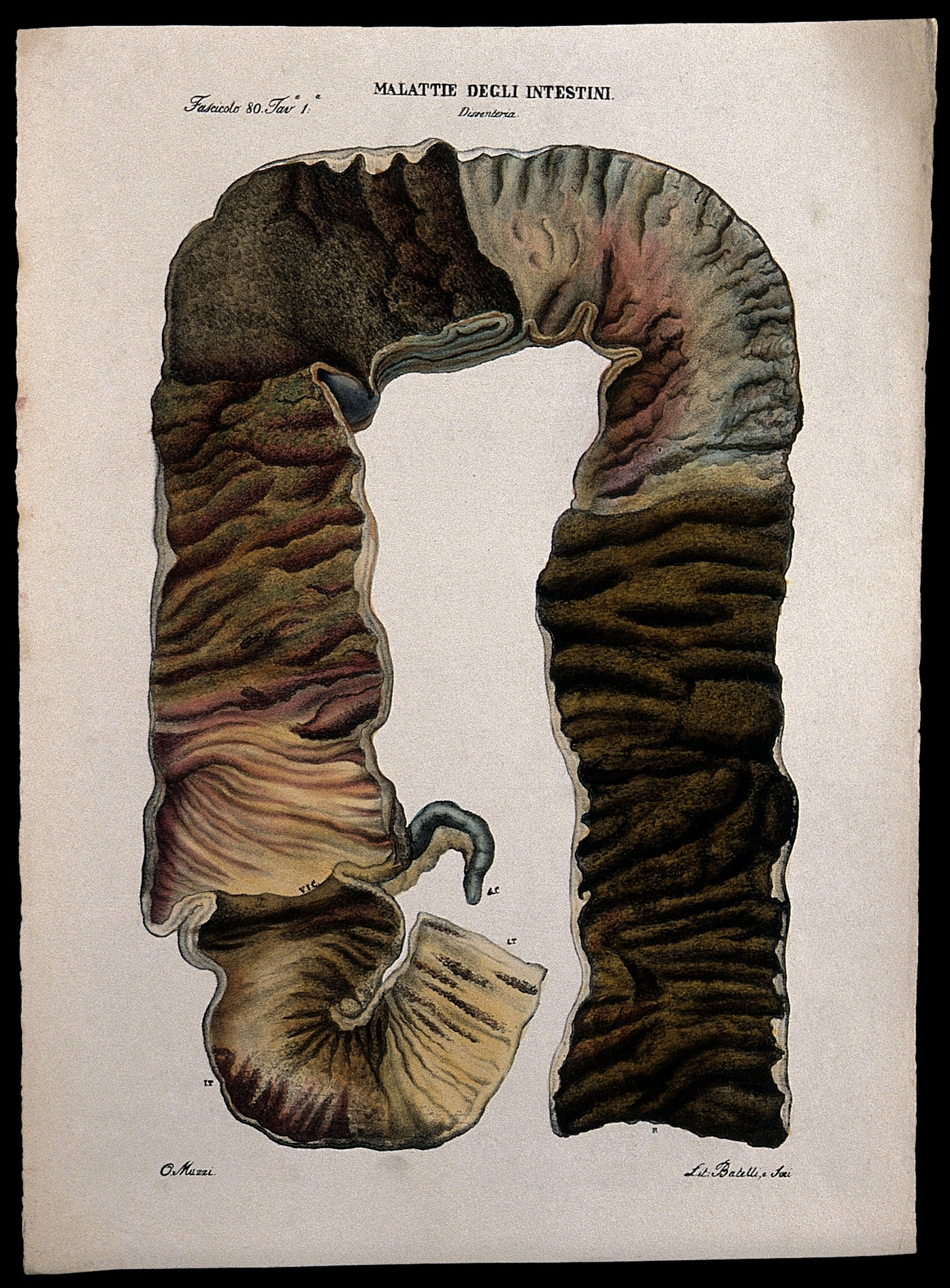
Sección transversal de intestinos enfermos. Litografía coloreada c. 1843

La disentería es el resultado de bacterias, o infecciones parasitarias. Los virus no suelen causar la enfermedad.Estos patógenos suelen llegar al intestino grueso tras entrar por vía oral, a través de la ingestión de alimentos o agua contaminados, el contacto oral con objetos o manos contaminados, etcétera. Cada patógeno específico tiene su propio mecanismo o patogénesis, pero en general, el resultado es el daño a los revestimientos intestinales, lo que lleva a la respuestas inmunes inflamatorias. Esto puede causar elevación de la temperatura física, espasmos dolorosos de los músculos intestinales (calambres), hinchazón debido a la fuga de líquido de los capilares del intestino (edema) y más daño tisular por las células inmunitarias del organismo y las sustancias químicas, llamadas citoquinass, que se liberan para combatir la infección. El resultado puede ser un deterioro de la absorción de nutrientes, una pérdida excesiva de agua y minerales a través de las heces debido a la ruptura de los mecanismos de control en el tejido intestinal que normalmente eliminan el agua de las heces y, en casos graves, la entrada de organismos patógenos en el torrente sanguíneo. También puede producirse anemia debido a la pérdida de sangre a través de la diarrea.

## Signos y síntomas
La forma más común de disentería es la disentería bacilar, que suele ser una enfermedad leve, con síntomas que normalmente consisten en dolores abdominales leves y deposiciones blandas o diarrea frecuentes. Los síntomas se presentan normalmente al cabo de 1 a 3 días, y suelen desaparecer al cabo de una semana. La frecuencia de las ganas de defecar, el gran volumen de heces líquidas expulsadas y la presencia de sangre, moco o pus dependen del patógeno causante de la enfermedad. También puede producirse una intolerancia a la lactosa temporal. En algunas ocasiones, calambres abdominales severos, fiebre, choque y delirio pueden ser síntomas. 
En casos extremos, las personas pueden eliminar más de un litro de líquido por hora. Con mayor frecuencia, las personas se quejarán de diarrea con sangre, acompañada de dolor abdominal extremo, dolor rectal y fiebre de bajo grado. La disentería también puede ir acompañada de una rápida pérdida de peso y dolores musculares, mientras que las náuseas y vómitos son poco frecuentes. En muchos casos puede haber calambres en cascada que afectan a los músculos que rodean toda la parte superior del intestino; a veces lo suficientemente graves como para provocar que el revestimiento del intestino se separe de la pared, lo que conduce a una infección sistémica.
En raras ocasiones, la parásito amebiano invadirá el organismo a través del torrente sanguíneo y se extenderá más allá de los intestinos. En tales casos, puede infectar más gravemente otros órganos como el cerebro, los pulmones y, con mayor frecuencia, el hígado.

### Síntomas
- Diarrea abundante, con heces con moco y sangre
- Hemorragia rectal
- Fiebre: se presenta bruscamente alcanzando los 40 °C
- Dolor abdominal
- Vómito
- Mialgia
- Astenia
- Cefalea

## Prevención y vacunación
La prevención se basa en mantener la higiene, preservar las condiciones sanitarias de los alimentos, el correcto lavado de manos y un adecuado tratamiento de la basura. A pesar de saberse las medidas de prevención para la disentería, existe la barrera sanitaria de los países en vías de desarrollo por la falta de acceso a servicios básicos como lo es el agua potable. Es por esto que se busca encontrar la mayor protección de la enfermedad por medio de la vacunación, sobre todo para poblaciones de riesgo para enfermedades diarréicas. 
Actualmente, la comunidad científica se encuentra elaborando prototipos de vacunas contra los tipos de Shigella que causan enfermedad en el humano. Estas vacunas se encuentran en fases preclínicas, por lo tanto, no se han aprobado vacunas para su uso rutinario en la comunidad para la prevención de la disentería. Los esfuerzos y avances que se ha tenido en este aspecto han sido de utilidad para el mayor conocimiento de la bacteria y su interacción con nuestro sistema inmune; sin embargo, hay muchos factores que participan al momento de aplicar una vacuna y la generación de la inmunidad pasiva contra la bacteria, como lo son factores ambientales, el tipo de vacuna que se aplica, el estado general de salud de la persona a vacunar, etc.

## Tratamiento
Generalmente las infecciones intestinales se autolimitan a días-semanas. El tratamiento consiste en mantener un estado óptimo de hidratación, preservar la nutrición tolerada por la persona, y el manejo de los síntomas como la fiebre y el dolor abdominal.
La intención del tratamiento con antibióticos es disminuir los días de enfermedad para tener una recuperación más rápida y prevenir la evolución severa de la infección. No obstante, la antibioticoterapia debe individualizarse según las condiciones del cuadro clínico, por lo que no se requerirá en todos los casos.

## Complicaciones
Se puede desarrollar un espectro heterogéneo de complicaciones en el caso de que la persona desarrolle una enfermedad infecciosa severa.